# Adria Silva
Adria Jesus da Silva (Goiânia, 1 de junho de 1983) é uma voleibolista paralímpica brasileira.

## Biografia
Em 1999, aos 16 anos, Adria passou por um acidente de moto e precisou amputar a perna esquerda abaixo do joelho. No final de 2005, um professor de vôlei sentado convidou a jovem de Goiânia para experimentar essa modalidade. No ano seguinte, ela recebeu sua primeira convocação para a Seleção.
Conquistou a medalha de bronze, primeira do Brasil na modalidade, nos Jogos Paralímpicos de Verão de 2016 no Rio de Janeiro, representando seu país após derrotar a Seleção Ucraniana por 3 sets a 0.
Em 2022 ela participou do Mundial na Bósnia, onde a equipe conquistou o ouro.

## Títulos
Jogos Parapan-Americanos
- Prata: 2015 (Toronto)[2][7]
- Prata: 2019 (Lima)[2][7]

Jogos Paralímpicos
- Bronze: 2016 (Rio de Janeiro)[2][7]
- Bronze: 2020 (Tóquio)[2][7]

Mundial de Vôlei Sentado
- Ouro: 2022 (Bósnia)[2][7]Referências

1. ↑  «Brasil conquista sua primeira medalha no vôlei sentado em Paralímpiada». O Tempo. 17 de setembro de 2016. Consultado em 17 de setembro de 2016
2. 1 2 3 4 5 6  «Adria Silva - Sitting Volleyball | Paralympic Athlete Profile». International Paralympic Committee (em inglês). Consultado em 14 de outubro de 2023
3. ↑  «Adria Jesus da Silva - CPB». CPB - Comitê paralímpico Brasileiro. Consultado em 26 de agosto de 2024
4. ↑  Platonow, Vladimir (17 de setembro de 2016). «Brasil vence e conquista o bronze no vôlei sentado feminino». EBC. Agência Brasil. Consultado em 17 de setembro de 2016
5. ↑  «Seleções brasileiras de vôlei sentado são convocadas para Mundial na Bósnia». ge. 26 de outubro de 2022. Consultado em 14 de outubro de 2023
6. ↑  «Seleção feminina conquista título mundial inédito no vôlei sentado». Agência Brasil. 11 de novembro de 2022. Consultado em 14 de outubro de 2023
7. 1 2 3 4 5  «Adria Jesus Da Silva». CPB. 1 de junho de 1983. Consultado em 14 de outubro de 2023